# La vita non finisce stasera/C'è lui
La vita non finisce stasera/C'è lui  è un singolo discografico dell'attrice e cantante Daniela Goggi, pubblicato nel 1970.

## Descrizione
Il disco è il secondo ed ultimo pubblicato con l'etichetta Apollo fondata da Edoardo Vianello e Franco Califano nel 1969. Per non sfruttare la popolarità di sua sorella Loretta, Daniela decide di pubblicare il disco con lo pseudonimo Daniela Modigliani.
Il singolo La vita non finisce stasera è stato scritto dallo stesso Vianello con Franco Califano, su musica di Roberto Conrado.
Sul lato b figura invece il brano C'è lui, firmato da Carla Vistarini su musica di Luigi Lopez.
Per entrambi i brani, l'orchestra fu diretta da Detto Mariano.
Nessuno dei due brani è mai stato inserito in alcun album o raccolta ne su LP, CD o sulle piattaforme digitali e di streaming.

## Tracce
Lato A
1. La vita non finisce stasera - (Edoardo Vianello-Franco Califano-Roberto Conrado)

Lato B
1. C'è lui - (Carla Vistarini-Luigi Lopez)